# Copiapoa cinerea
Copiapoa cinerea (Phil.) Britton & Rose è una pianta succulenta della famiglia delle Cactacee, endemica del Cile.

## Descrizione

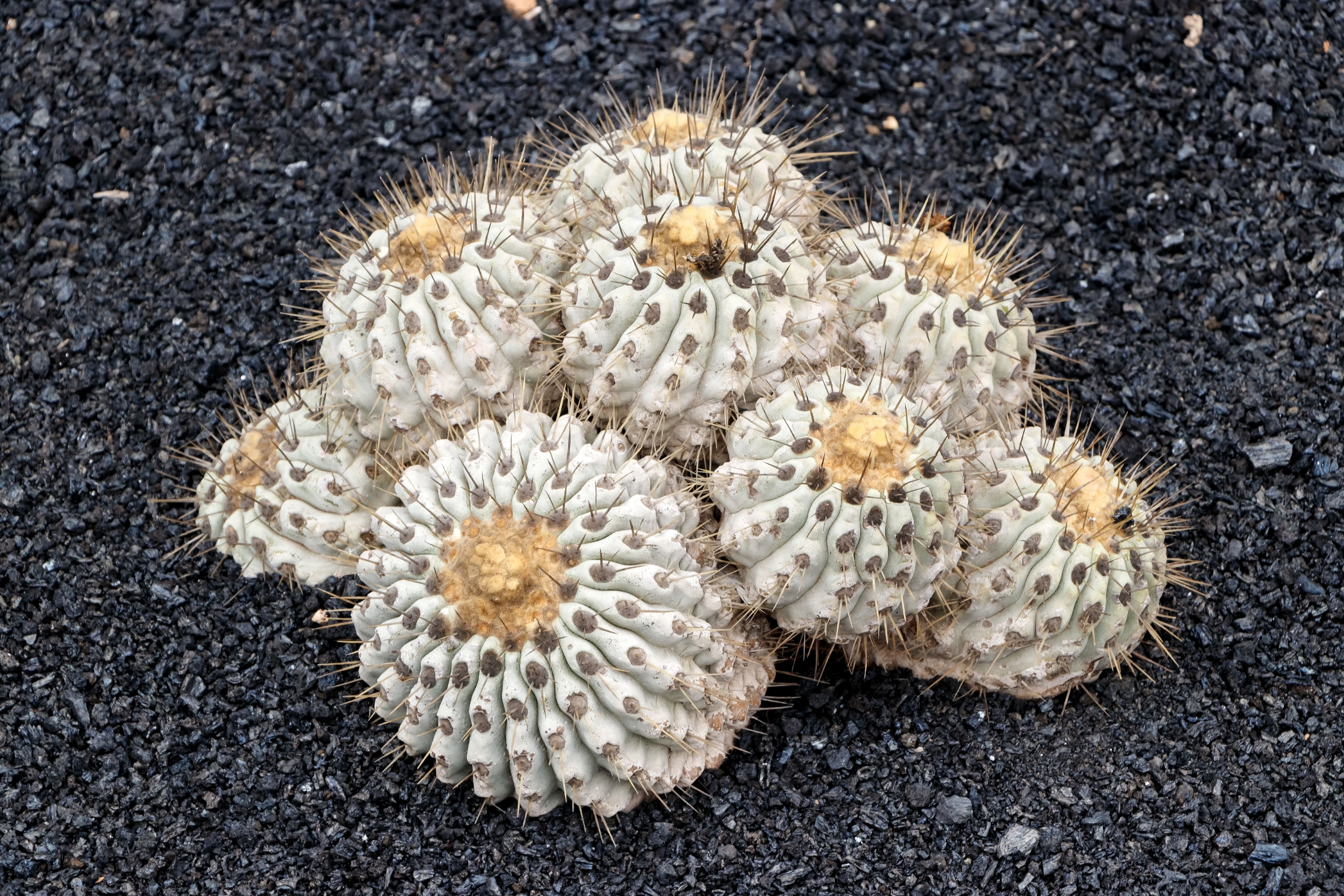

Tipica di questa specie è la caratteristica produzione di cera cuticolare bianca, tanto che le piante in habitat assumono un colore decisamente bianco-grigio, da cui l'epiteto specifico. La spinagione è solitamente nera o marrone scura. I fiori sono gialli, piccoli rispetto alla media del genere, emessi all'apice. Il frutto matura tra la lana dell'apice ed è visibile solo a maturazione avvenuta. Le piante crescendo solitamente formano cespi costituiti da diversi fusti.

## Distribuzione e habitat
Copiapoa cinerea è diffusa nelle regioni di Antofagasta e Atacama, ad altitudini tra 0 e 1.300 m slm.

## Bibliografia

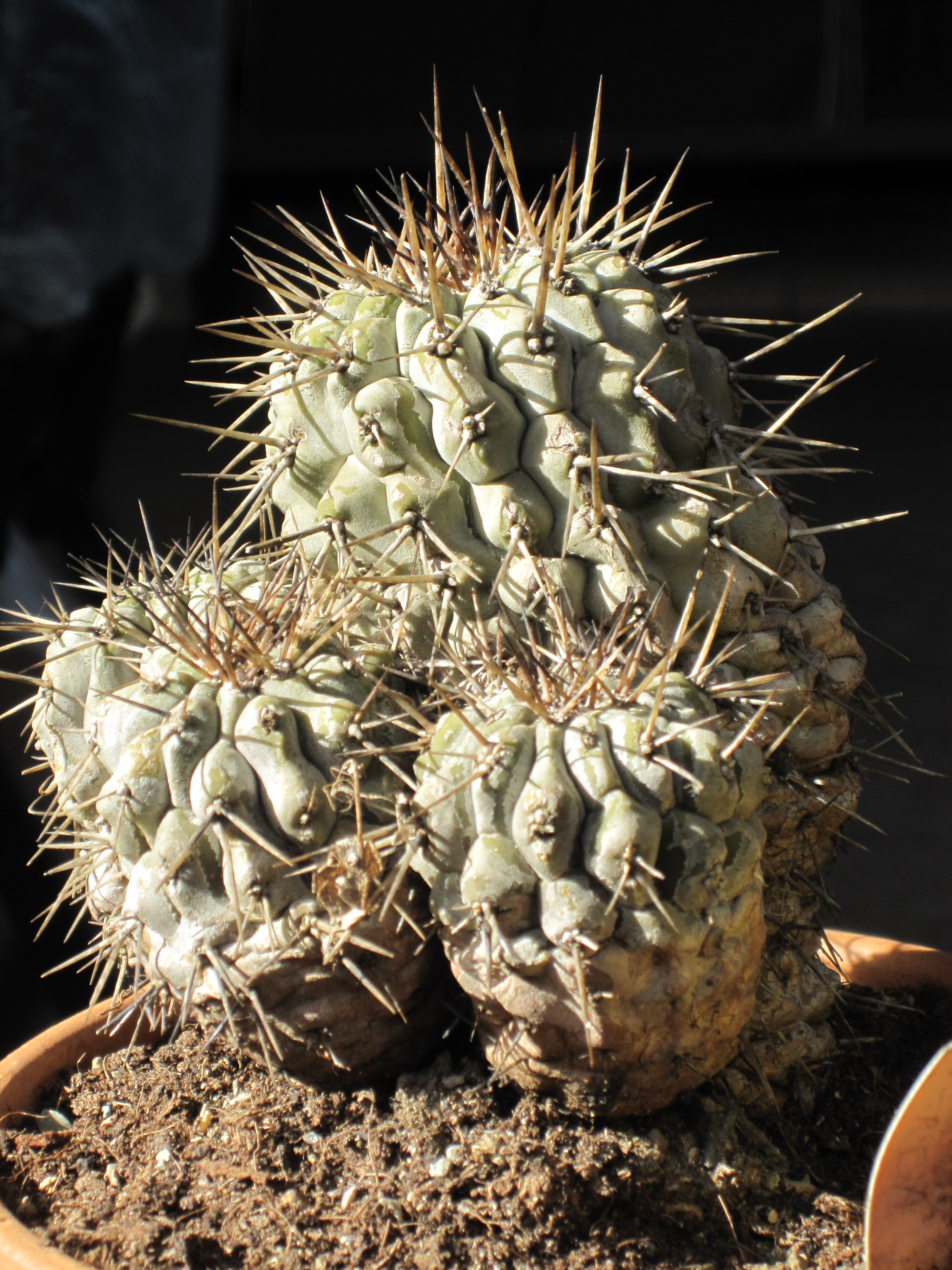
Una vecchia pianta di Copiapoa cinerea

## Conservazione
In habitat le piante di questa specie non soffrono particolari problemi causati da animali predatori, anche se negli ultimi anni guanachi affamati sono stati visti "rosicchiare" alcuni individui. Senz'altro il maggior problema che la specie affronta è l'esportazione di esemplari nei paesi del primo mondo operata dai collezionisti di succulente: questo ha anche causato, in alcune località, l'estinzione di forme particolarmente attraenti. Tuttavia la specie non appare essere in immediato pericolo di estinzione ed infatti nella convenzione CITES la pianta è listata in appendice due.